# Francisco Doblas
Francisco Gonzalo de Doblas (Buenos Aires, abril de 1780 - íd., mayo de 1854) fue un militar argentino que tuvo una destacada actuación en la guerra de la independencia en la actual provincia de Entre Ríos.

## Biografía
Hijo de un destacado funcionario del Virreinato del Río de la Plata, fue comerciante en su juventud. Al producirse la segunda invasión inglesa a Buenos Aires, participó destacadamente en la Defensa de la ciudad, lo que le valió el ascenso al grado de teniente, aunque por influencia de su padre obtuvo simultáneamente el ascenso a capitán; eso le llevó a sostener complejos conflictos con los demás oficiales.
En 1809 fue nombrado subcomandante de las milicias de Entre Ríos, con el grado de teniente coronel. Su carácter le llevó a tener problemas con los vecinos, y especialmente con su superior, Josef de Urquiza – padre del después presidente Justo José de Urquiza – que elevó sus quejas al virrey Baltasar Hidalgo de Cisneros. Cuando esas quejas llegaron a Buenos Aires ya había ocurrido la Revolución de Mayo, y la Primera Junta intentó mediar entre los dos oficiales. Asistió al cabildo abierto reunido en Concepción del Uruguay que reconoció la autoridad de la Junta, pero sus conflictos con Urquiza empeoraron, por lo que se retiró a Paraná.
Se ofreció como voluntario al ejército que, al mando de Belgrano, comenzaba su campaña al Paraguay. Pero éste lo envió de regreso a Concepción del Uruguay, a defender la villa de los ataques realistas lanzados desde Montevideo. Efectivamente, a fin de año, los realistas ocuparon Concepción del Uruguay y Urquiza se sometió a su autoridad. Doblas y el alcalde Díaz Vélez se retiraron a Paraná, donde el primero informó a las autoridades que sería muy difícil recuperar la costa del río Uruguay.
Sin embargo, el 18 de febrero del año siguiente, Bartolomé Zapata, al frente de 52 gauchos gualeyos, recuperó la villa de San Antonio de Gualeguay, tomada por fuerzas realistas; esta fue una de las primeras victorias de la Revolución de Mayo. Luego de desalojar a los Húsares del Rey de Gualeguay, Zapata y sus milicias recuperaron Gualeguaychú el 22 de febrero y Concepción del Uruguay (Arroyo de la China) el 7 de marzo, garantizando el triunfo revolucionario. Bartolomé Zapata lograba recuperar toda esa región para el bando independentista. Poco después, Doblas, instalado en Concepción del Uruguay, asumió el mando militar de la región, nombrando como su segundo a Zapata. La resistencia revolucionaria de Zapata con sus gualeyos, más los entrerrianos que se sumaron luego, no resultó solamente en una victoria estratégica para la Independencia, sino también en uno de los factores históricos fundamentales para definir la deserción de José Artigas del ejército español y lograr con sus acciones el desbaratamiento del plan realista de reinstalar al Virrey atacando Buenos Aires a través de Entre Ríos y Santa Fe.
Pero Doblas tampoco logró llevarse bien con Zapata, que lo obligó a renunciar al poco tiempo. Uno de los oficiales de Doblas intentó a su vez arrestar a Zapata, que se resistió y fue muerto el 21 de marzo de 1811. Doblas reasumió el mando y colaboró en el sitio impuesto por el general Rondeau a Montevideo. También reclutó algunos soldados entre los indígenas y mestizos de Misiones.
En enero de 1813 fue nombrado comisario de policía en Buenos Aires, cargo que ocupó todo el resto de la década; al bajar del cargo de comisario solicitó un juicio de residencia, del que no se sabe si fue realizado. Posteriormente fue comisario de marina del puerto de Buenos Aires, hasta que pasó a retiro por la reforma militar en 1822.
Durante más de dos décadas fue el encargado de la oficina de patentes de Buenos Aires, y fue un destacado partidario de Juan Manuel de Rosas. Más tarde fue inspector de obras públicas de la ciudad. Se retiró hacia 1848 a una estancia del norte de la provincia.
Después de la caída de Rosas fue reincorporado al ejército con el grado de coronel de caballería, pero al poco tiempo fue nuevamente pasado a retiro.
Falleció en Buenos Aires en mayo de 1854.